# Bahnar

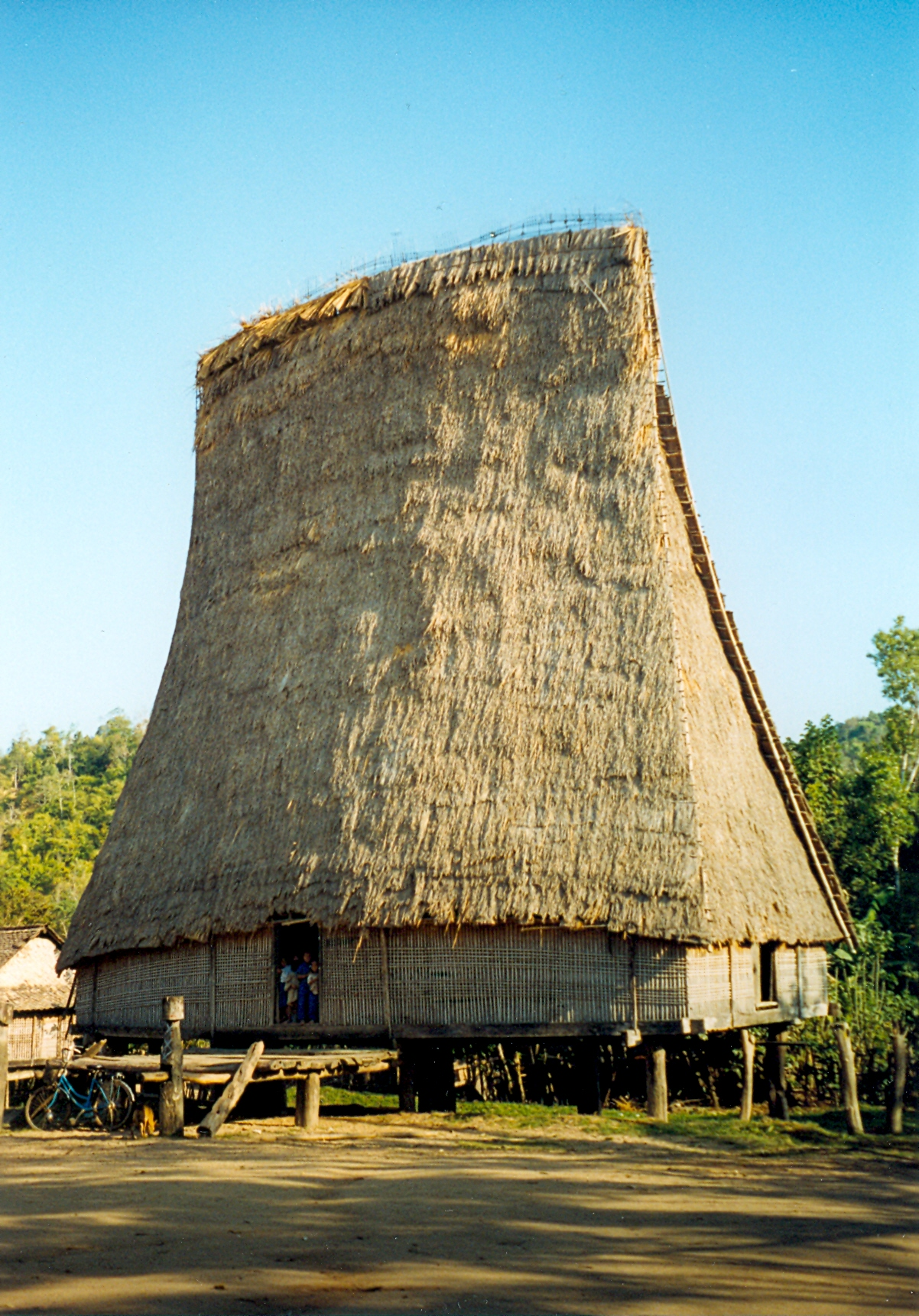
Un rong (maison commune) bahnar dans le village de Kon Kotu

Les Bahnar, également orthographié Ba Na, en vietnamien : Người Ba Na, sont une population du Vietnam vivant principalement dans la région du Tay Nguyen, c'est-à-dire les provinces centrales de Gia Lai et Kon Tum, ainsi que dans les provinces côtières de Binh Dinh et Phu Yen. Ils sont au nombre de 227 716 en 2009.

## Langue
La langue bahnar appartient à la branche môn-khmer des langues austroasiatiques et a donné son nom à un rameau de cette branche, les langues bahnariques.

## Culture
Style de vie
Les gens vivent dans des zones Bahnar vastes de Gia Lai et Kon Tum à l'ouest des provinces de Binh Dinh, Phu Yen et Khanh Hoa. Ils vivent principalement dans des maisons sur pilotis, caractérisées par la porte d'entrée à l'avant de la maison. Les toits sont décorés avec des cornes à chaque extrémité. Il y a une maison communale (Nha Rong), différenciée des autres bâtiments par sa haute toiture magnifique. La maison communale est un lieu où les activités publiques sont tenues, y compris l'éducation pour les jeunes, les cérémonies, les tribunaux, etc.
Mariage
La monogamie est un principe fondamental du mariage Bahnar. L'échange de lieux de vie par les couples nouvellement mariés est de plus en plus pratiqué. Après une période de temps où le mari vit à la maison de sa femme, et vice-versa, le couple se déplace ensuite à un nouvel endroit où s'établir et devient une nouvelle cellule de la communauté.

### Vie spirituelle
Les Ba-na sont catholiques à la suite de la présence des missionnaires français, avant cela ils étaient animistes, c’est-à-dire qu’ils ont un génie pour chaque fleuve, source, montagne, etc. La plupart des mythes sont proches de ceux des autres ethnies du Vietnam. Les chansons, les légendes anciennes, les danses expriment des conceptions saines de la vie et la joie de vivre.
Les Ba-Na croient en trois mondes :
- Le premier monde où vivent les hommes, les héros, les êtres fabuleux, les animaux et les plantes
- Le deuxième monde où les morts rejoignent les mânes
- Le monde des génies

Le monde des Morts :
Pour les Ba-Na, le monde des morts est parfaitement similaire à celui des vivants, et les esprits vivent toujours dans le village. Les Ba-Na croient que les morts comme les vivants ont besoin de vêtements, de maisons, de nourriture et d’argent. C’est pour cela que la famille du mort l’enterre avec les objets nécessaires et qu'ils construisent une hutte au-dessus du cercueil, cette hutte représente la maison de l’esprit.
La famille n’enterre pas le défunt tout de suite, ils vont garder le cercueil pendant quelques mois, voire quelques années pour les plus riches. Pendant cette période, la famille s'occupe du cercueil en le nettoyant et fait tous les mois des offrandes de nourriture : porc ou poulet. Après cette période, la famille enterre le cercueil au cimetière aux abords du village.
Pour les Ba-Na, la vie des esprits n’est pas éternelle, l’esprit vieillit et meurt. C’est seulement à partir de là que le cycle de la vie prend fin. L’esprit se transforme donc en rosée, se condense à la lumière du jour et se dissout dans la terre.
Le monde des génies :
Les Bahnar, comme beaucoup d'autres peuples, désignent le monde des esprits comme « les cieux, en haut ». Les cieux sont l’endroit où résident les plus puissants Génies. Les Génies ont une vue déformée, c’est-à-dire qu’ils ne voient pas comme nous, par exemple les Mânes voient une calebasse mais les Génies verront un buffle. Les Génies vivent de la même façon que les Bahnar, ils ont aussi une maison, des objets, etc. Ils viennent de temps en temps dans le monde des vivants pour recevoir leurs offrandes. Ils sont invités par les vivants à venir s’installer à côté de l’officiant lors des sacrifices qui leur sont offerts. La différence essentielle entre le monde des vivants et le monde des Génies, est que la vie de ces divinités se déroule six mois à l’avance.
À côté des génies protecteurs, il y a des esprits malfaisants, ce sont des génies féroces à qui les Bahnar ne demandent rien, ils cherchent simplement à les chasser

### Musique
Les instruments sont pour la plupart en bambou et sont ornés. Voici quelques noms d’instruments : t’rung (xylophones), bro, klong put, ko ni, khinh khung, et les trompettes to tiep.

### Littérature épique
Les épopées (en langue Bahnar: h'amon) telle Dam Noi représentent les aspirations séculaires du peuple Bahnar.

### Bahnar renommés
- Dinh Nup, un héros qui entraîna les villageois dans la guerre de résistance contre le régime colonial français. Il est le personnage principal d'un célèbre roman intitulé Đất nước đứng lên ("Country rising up", Le pays se soulève), écrit par Nguyên Ngọc, dont des extraits figurent dans les manuels scolaires vietnamiens, et qui a été à l'origine d'un film (renseignements tirés de Wikipédia en vietnamien).
- Ja Dok, une héroïne, épouse de Nguyễn Nhạc
- Siu Black, une chanteuse populaire

### Festivités
- Koh Kpo (ou Groong Kpo Tonơi), la fête du buffle, pendant laquelle on sacrifie un buffle pour remercier les dieux de favoriser les bonnes récoltes et de préserver la bonne santé des habitants.

## Missions d'évangélisation
Le peuple Bahnar a fait l'objet au cours du XIXe siècle de missions d'évangélisation chrétienne par des missionnaires des Missions étrangères de Paris. Parmi ceux-ci, certains, comme le père Pierre Dourisboure, natif du Pays basque, ont longtemps vécu avec le peuple Bahnar, et ont publié plusieurs ouvrages sur sa langue et sa culture (cf.: Bibliographie).